# Сабин Азема
Сабѝн Азема̀ (на френски: Sabine Azéma) e френска филмова, телевизионна и театрална актриса, и кинорежисьорка.  Дебютира в киното през 1975 г. с ролята на Софи в сериала „La preuve par treize“. До началото на 2010 г. се и снимала общо в 45 филма и сериали. Режисьорка е на 2 филма.

## Избрана филмография
| година | филм                           | оригинално заглавие                      | роля               | режисьор                     |
| ------ | ------------------------------ | ---------------------------------------- | ------------------ | ---------------------------- |
| 1981   | Ние не сме ангели ... нито те  | On n'est pas des anges... elles non plus | Мари-Луиз Форестие | Мишел Ланг                   |
| 1984   | Една неделя сред природата     | Un dimanche à la campagne                | Ирен               | Бертран Таверние             |
| 1984   | Любов до смърт                 | L'amour à mort                           | Елизабет Сатер     | Ален Рене                    |
| 1993   | Пушачи/Непушачи                | Smoking/No Smoking                       | 5 роли             | Ален Рене                    |
| 1997   | Позната песен                  | On connaît la chanson                    | Одил Лаланд        | Ален Рене                    |
| 2001   | Стаята на офицерите            | La chambre des officiers                 | Анаис              | Франсоа Дюпейрон             |
| 2001   | Танги                          | Tanguy                                   | Едит Гьотц         | Франсоа Дюпейрон             |
| 2003   | Не по устните                  | Pas sur la bouche                        | Жилбер Валандрей   | Ален Рене                    |
| 2005   | Рисувай или прави любов        | Peindre ou faire l'amour                 | Мадлен Ласере      | Арно Ларийо, Жан-Мари Ларийо |
| 2005   | Оле!                           | Olé!                                     | Александра Вебер   | Флоранс Куентин              |
| 2007   | Поклонникът на Фред Астер      | Faut que ça danse!                       | Виолета            | Ноеми Лвовски                |
| 2011   | Дъщерята на копача на кладенци | La fille du puisatier                    | мадам Мазел        | Даниел Отьой                 |

## Награди
- Носителка на наградата „Сезар“ за най-добра актриса през 1985 и 1987 г.